# ボルゴフォルテ
ボルゴフォルテ（伊: Borgoforte）は、イタリア共和国ロンバルディア州マントヴァ県ボルゴ・ヴィルジーリオにある分離集落（フラツィオーネ）。
かつては独立した自治体（コムーネ）であったが、2014年2月4日、ヴィルジーリオと合併し、新自治体の一部となった。

## 地理

### 位置・広がり

#### 隣接コムーネ
コムーネとしてのボルゴフォルテは、以下のコムーネと隣接していた。
- バニョーロ・サン・ヴィート
- クルタトーネ
- マルカリーア
- モッテッジャーナ
- サン・ベネデット・ポー
- ヴィアダーナ
- ヴィルジーリオ

### 気候分類
気候分類では、zona E, 2388 GGに分類される。